# Upaya
Upaia (‘medios’) es un término sánscrito que se refiere a ‘algo que hace conseguir un objetivo’.
- upāya en AITS (alfabeto internacional para la transliteración)
- उपाय en letra devanagari
- Etimología: procede de la palabra upa√i.

Se utiliza en el budismo majaiana.
El término se suele utilizar con la palabra kaushalya (कौशल्य, [inteligencia, ingenio]). upaya-kaushalya significa medios de habilidad o medios hábiles. Upaya-kaushalya es un concepto que enfatiza el hecho de que los practicantes pueden utilizar sus propios métodos o técnicas específicas para conseguir cesar el sufrimiento e introducir a otros en el Dharma. Esto significa que, aunque una técnica no sea verdadera en el sentido último y total, puede ser una práctica conveniente para mejorar la práctica siempre y cuando acerque al practicante a la realización.

## Contexto
Hace referencia a uno de los cuatro pāramitās listados en el Dasabhumika Sutra.